# Taśma nabojowa

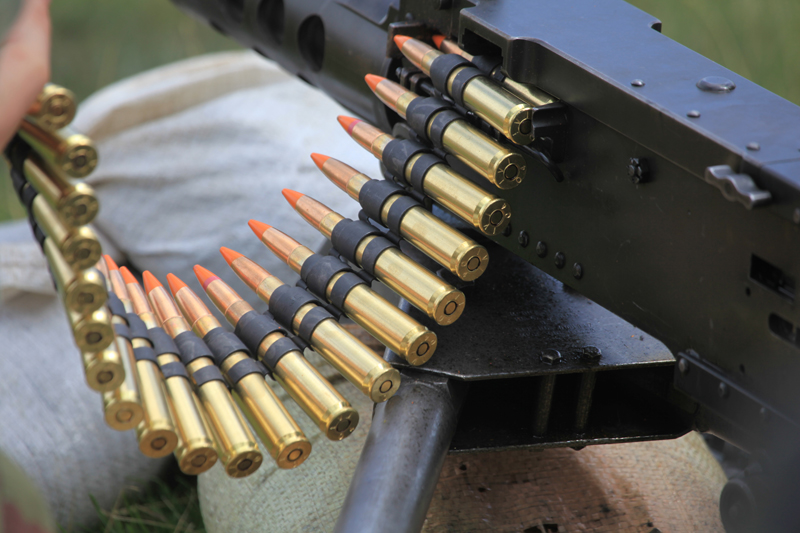
Naboje umieszczone w taśmie nabojowej

Taśma nabojowa – taśma z szeregiem uchwytów na naboje, służąca do przenoszenia ich do donośnika broni automatycznej.
W porównaniu z magazynkiem masa taśmy przypadająca na jeden nabój jest mniejsza, ale mechanizmy zasilania taśmowego są bardziej skomplikowane niż zasilania magazynkowego. Z uwagi na możliwość uzyskania przy zasilaniu taśmowym dużej szybkostrzelności praktycznej taśmy nabojowe stosowane są najczęściej do zasilania karabinów maszynowych.

## Budowa i podział
Taśma nabojowa może być wykonywana z tkaniny lub ze stali, prowadzono także próby stosowania innych tworzyw np. papieru. Gniazda taśmy w których umieszczone są naboje mogą być zamknięte (nabój jest najpierw wyciągany do tyłu, a dopiero potem dosyłany do przodu), lub otwarte (dzięki sprężystości ogniwa nabój może być wypchnięty prosto do przodu, co upraszcza konstrukcję broni).
Ze względu na konstrukcję wyróżnia się taśmy:
- elastyczne
  - ciągłe – taśma stanowi jedną całość, poszczególne ogniwa taśmy są ze sobą trwale połączone
  - segmentowe – taśma składa się z segmentów zawierających od kilku do kilkudziesięciu ogniw, poszczególne segmenty łączone są ze sobą nabojami
  - rozsypne – poszczególne ogniwa taśmy są ze sobą połączone nabojami
- sztywne – taśma wykonana jest z jednego arkusza blachy, z wytłoczonymi sprężynującymi uchwytami na naboje
- półsztywne – składające się z segmentów taśmy sztywnej

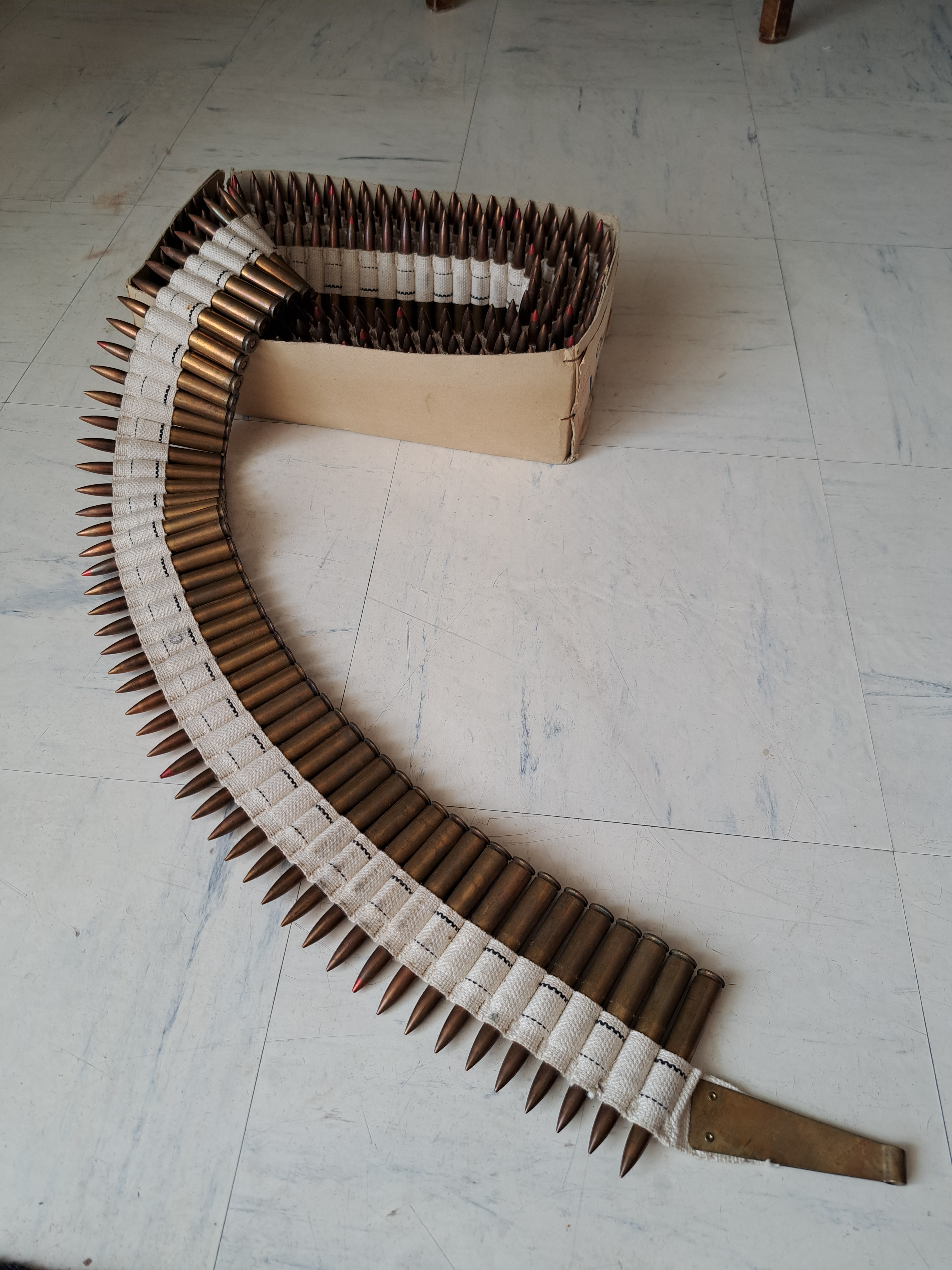
Taśma ciągła (parciana)
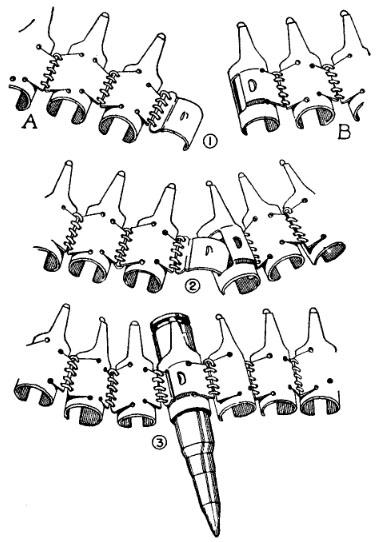
Taśma segmentowa
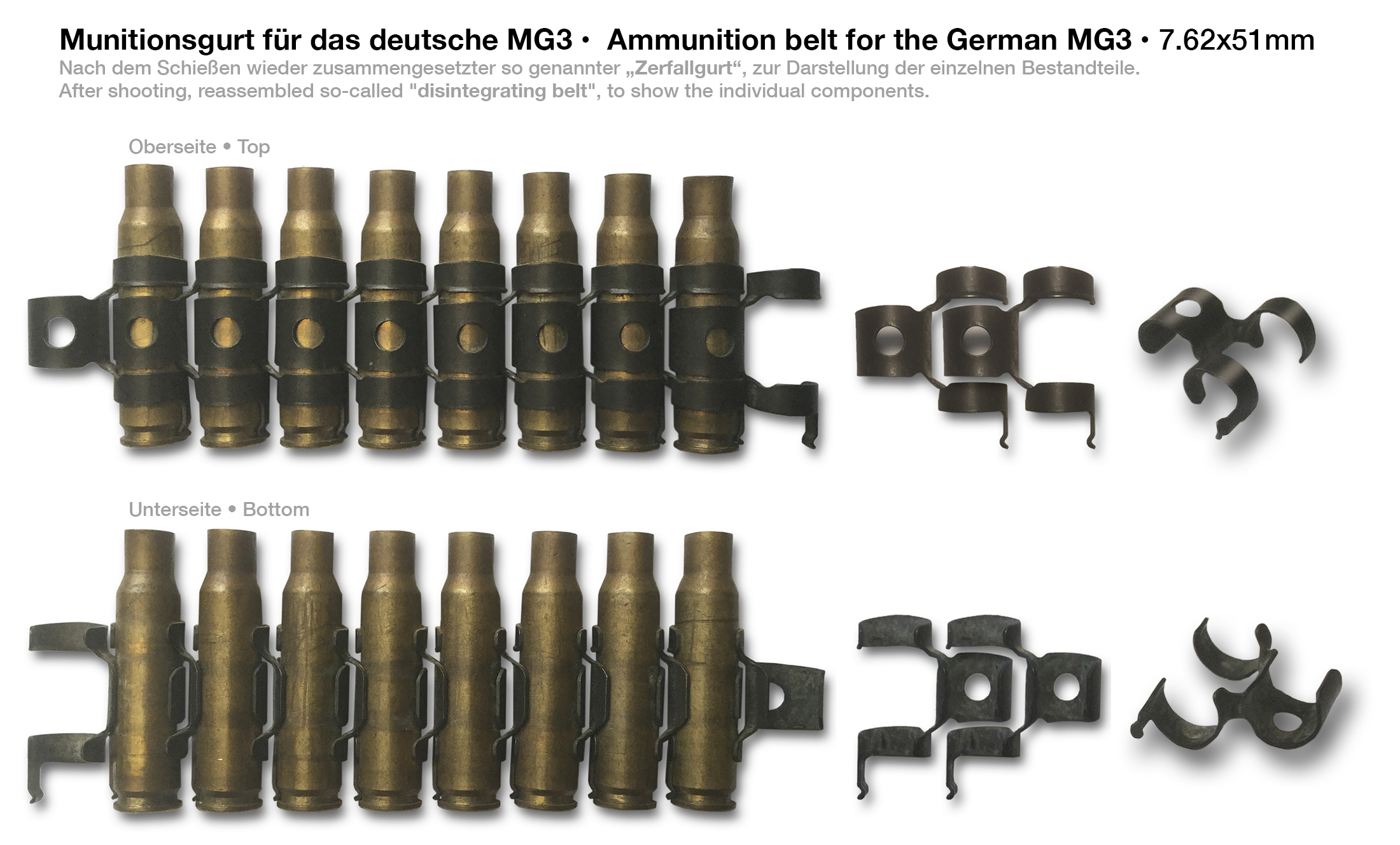
Taśma rozsypna
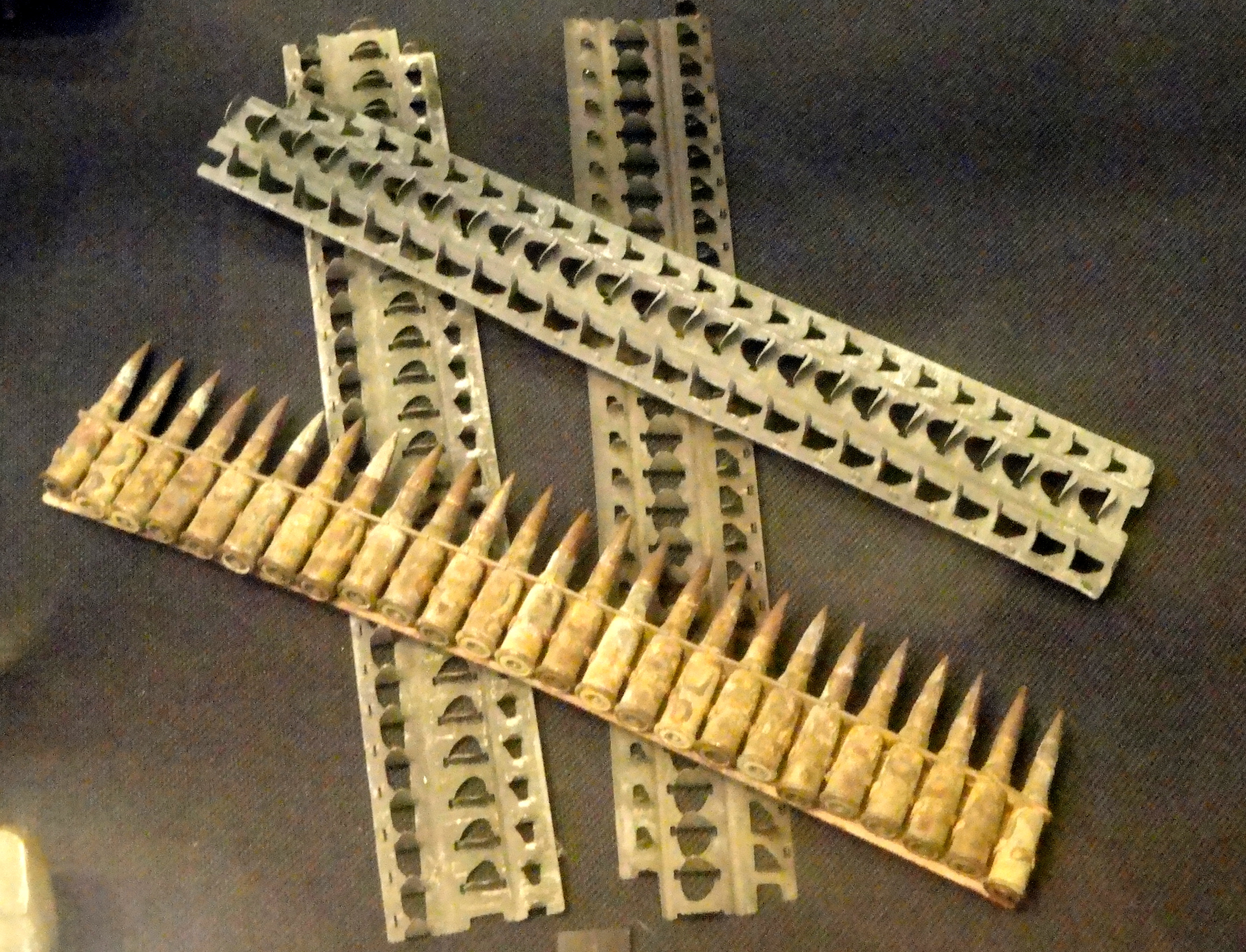
Taśma sztywna

## Historia
Najstarszym typem taśmy nabojowej jest ciągła elastyczna taśma parciana, zastosowana po raz pierwszy w karabinach maszynowych Maxim. Później we francuskich zakładach zbrojeniowych Hotchkiss opracowano również taśmę sztywną z ogniwkami otwartymi (stosowaną między innymi w ckm-ie Hotchkiss Mle 14). W okresie międzywojennym pojawiły się pierwsze ciągłe taśmy metalowe, najczęściej zamienne z wcześniej stosowanymi taśmami parcianymi. Natomiast po II wojnie światowej rozpowszechniły się taśmy rozsypne.